# Steve Krug

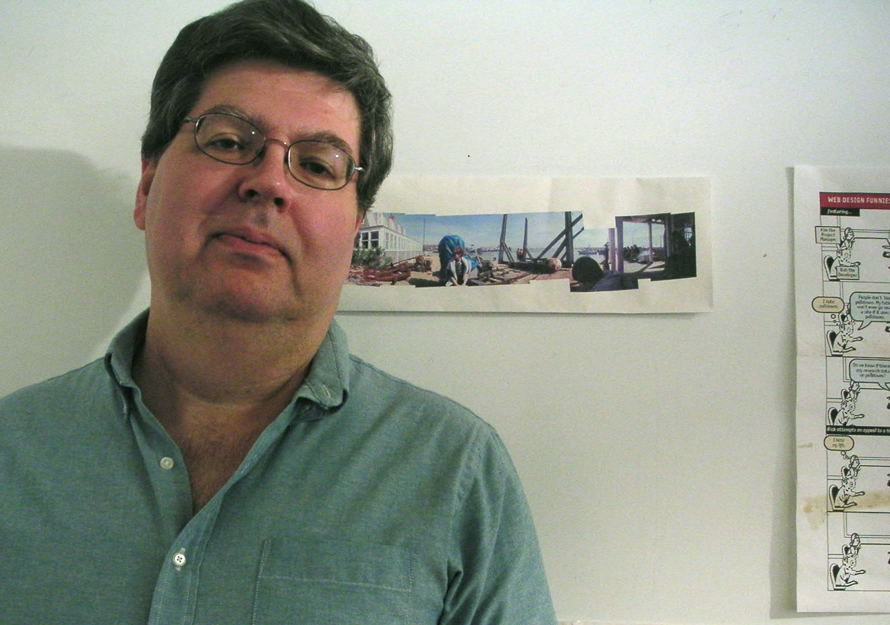
Steve Krug

Steve Krug (Chestnut Hill, Massachusetts, 1950) é um profissional de UX (User Experience) estadunidense. É mais conhecido por seu livro Don't Make Me Think a respeito de interação humano-computador e usabilidade da web, em sua terceira edição, com mais de 600.000 exemplares impressos. Dirige uma empresa de consultoria chamada Advanced Common Sense. Krug oferece workshops onde ensina testes de usabilidade e fornece consultoria sobre estratégias de usabilidade na web. Krug publicou Rocket Surgery Made Easy: The Do-It-Yourself Guide to Finding and Fixing Usabilidade Problems em 2009.